# Euploea brunnescens
Euploea brunnescens är en fjärilsart som beskrevs av Carpenter 1953. Euploea brunnescens ingår i släktet Euploea och familjen praktfjärilar. Inga underarter finns listade i Catalogue of Life.